# فابیان ریسله
فابیان ریسله (انگلیسی: Fabian Rießle؛ زادهٔ ۱۸ دسامبر ۱۹۹۰) اسکی‌باز نوردیک اهل آلمان است.
وی همچنین برندهٔ جوایزی همچون برگ بوی نقره‌ای شده‌است.